# Substans
Inden for filosofi er substans noget grundlæggende, noget selvstændigt, en grundlæggende del af verden.

## Substansbegrebet hos Aristoteles
Aristoteles (384-322 f.Kr.) bruger begrebet substans om den enkelte ting, for eksempel en hammer eller et menneske. Den enkelte ting eksisterer i kraft af sig selv. Den er ikke afhængig af noget andet for at eksistere. Substansen i en hammer er det grundlæggende ved enkelttingen hammer. Den er det, der gør den enkelte hammer til netop denne hammer.
Aristoteles´ substansbegreb har fået betydning for transsubstantiationslæren i den romersk-katolske kirke. Denne lære går ud på, at der ved nadveren sker en forvandling af brødets substans til Jesu Kristi legemes substans, og at der sker en forvandling af vinens substans til Jesu Kristi blods substans.

## Substansbegrebet hos Descartes
Descartes (1596-1650) bruger begrebet substans om to grundlæggende og væsensforskellige dele af verden: bevidsthed og materie (den tænkende substans og den materielle substans). Han bruger begrebet i forbindelse med sin beskrivelse af mennesket: Mennesket er et dobbeltvæsen, der er sammensat af den tænkende substans (sjælen) og den materielle substans (legemet). Se dualisme. Sjælen kan ikke forklares ud fra legemet, og legemet kan ikke forklares ud fra sjælen.